# 아이스캐스트
아이스캐스트(Icecast)는 Xiph.Org 재단이 무료 소프트웨어 프로젝트로서 발표한 스트리밍 미디어 프로젝트이다.